# الأصيل الأزرق (رواية)
الأصيل الأزرق (بالإنجليزية: The Blue Afternoon)‏ هي رواية للكاتب البريطاني ويليام بويد، نشرت عام 1993، عن دار نشر سنكلير ستيفنسون.